# Estação Ferroviária de Corumbá
A Estação Ferroviária de Corumbá foi uma construção destinada a embarque ou desembarque de passageiros de trem e, secundariamente, ao carregamento e descarregamento de carga transportada. Usualmente consistia em um edifício para passageiros (e possivelmente para cargas também), além de outras instalações associadas ao funcionamento da ferrovia. 

## História
A Estação Ferroviária de Corumbá faz parte da linha E. F. Itapura-Corumbá, que foi aberta a partir de 1912. Apesar disso, por dificuldades técnicas e financeiras, havia cerca de 200 km de trilhos para serem finalizados (trechos Jupiá-Água Clara e Pedro Celestino-Porto Esperança), fato que ocorreu apenas em outubro de 1914. Em 1917 a ferrovia é fundida no trecho da Estrada de Ferro Noroeste do Brasil (NOB), que fazia o trecho paulista Bauru-Itapura.
Após 46 anos de pleno funcionamento 40 anos depois de chegar a Porto Esperança, os trilhos da Noroeste chegam a Corumbá, na Fronteira com a Bolívia, em 15 de dezembro de 1952. A partir dali alguns anos depois, começou-se a fazer baldeação com a linha férrea boliviana até Santa Cruz de la Sierra. Na estação de Corumbá existia inclusive um setor para embarque nos trens bolivianos que chegavam até ali (atualmente não há informações sobre a existencia do mesmo). Segundo relatos de Jorge Katurchi em numa entrevista ao Jornal Diário Corumbaense que foi publicada em 24 de março de 2009, ele estava na primeira viagem oficial do trem de passageiros em 15 de março de 1953 (90 dias após a inauguração da estação). Katurchi embarcou na estação de Urucum. Em 1975 a linha é incorporada como uma subdivisão da RFFSA e em 1984 (assim como nos anos 80 inteiro) a estação seguia operando com grande movimentação.
Os trens de passageiros da Noroeste para Corumbá foram desativados, sendo finalmente privatizada a partir de 1992 e entregue em concessão para a Novoeste definivamente em 1996. Em 2006 a linha é adquirida pela ALL e até novembro do mesmo ano o Trem do Pantanal não tinha iniciado as obras para o seu retorno, fato que ocorreria apenas em maio de 2009, sendo que até 2011 a linha só estava atendendo até Aquidauana.

## Outras estações ferroviárias do município

### Posto do KM 1229
O posto do km 1229 foi inaugurado em 21 de janeiro de 1947. Seu nome se deve á quilometragem inicial da ferrovia antes das retificações, que era diferente da quilometragem em 1959. O prédio do posto foi construído em madeira (talvez igual aos outros postos telegráficos, sendo vários outros construídos nessa mesma época). Em 1979 o prédio seguia bem conservado na lateral da linha.

### Carandazal
A estação de Carandazal foi inaugurado em 20 de setembro de 1912. Uma curiosidade é que a revista Brazil Ferrocarril (principal revista sobre ferrovias da mesma época) em 1914 sugeriu modificar o nome dessa estação (assim como outras até Porto Esperança) para Wanderley (referência importante quando a ferrovia foi construída). Entre Carandazal e Porto Esperança (última estação da linha antes do Rio Paraguai) o trem percorria 38 km, situação que durou até 1952, ano que a estação teve finalmente sua ligação com a Estação de Corumbá e enfim Porto Esperança passou também a ser alcançada através de um novo ramal de 4 km que tinha início em uma nova estação aberta naquele trecho, a de Agente Inocêncio.
| “ | Em Carandazal existe um pequeno riacho, onde há uma barragem com água limpíssima, onde se capta água para a estação. O chefe desta nos levou para conhecermos | ” |

### Posto do KM 1250
A estação do Posto do km 1250 (ou também Chave do km 1250) foi inaugurado em 10 de abril de 1941. Seu nome se deve á quilometragem inicial da ferrovia antes das retificações, que era diferente da quilometragem em 1959. O prédio do posto foi construído em madeira (talvez igual aos outros postos telegráficos, sendo vários outros construídos nessa mesma época). Como muitas das estações do trecho entre Campo Grande e Porto Esperança, por muito tempo a estação não dispôs de água potável, obrigando a NOB a deslocar semanalmente uma composição de vagões pipa para abastecimento. Em 1979 ainda estava conservado ao lado da linha, situação igual a de hoje.

### Agente Inocêncio
Segundo a NOB, a estação de Agente Inocêncio foi inaugurado em 10 de abril de 1941. Como muitas das estações do trecho entre Campo Grande e Porto Esperança, por muito tempo a estação não dispôs de água potável, obrigando a NOB a deslocar semanalmente uma composição de vagões pipa para abastecimento. Desta estação começou a funcionar o ramal para Porto Esperança a partir de 1952, medindo pouco mais de 4 km. Não encontrou-se dados da parada nesta estação em guias férreos entre 1941 e 1952.
| “ | Agente Inocêncio é uma estação literalmente no meio do nada. Além do entroncamento, existe um único desvio, na linha que vai para Porto Esperança. No "V" formado pelas linhas de Porto Esperança e a de Corumbá, existem duas plataformas. Quando o trem de Corumbá chegava, havia um pequeno trem (locomotiva e um só carro), esperando na outra plataforma, para Porto Esperança e vice versa. Até onde a vista alcança, só se vê mangue, não há casa por perto, nem na estação, que só tem a agência e os funcionários moram em Porto Esperança. Existe sim, um enxame inacreditável de pernilongos. | ” |

### Porto Esperança
A estação de Porto Esperança foi inaugurado em 31 de dezembro de 1912. Por 40 anos foi o ponto final da linha-tronco da E. F. Noroeste do Brasil. Entre Carandazal e Porto Esperança (última estação da linha antes do Rio Paraguai) o trem percorria 38 km e ali se tomava o vapor para navegar o rio Paraguai, acessando Corumbá e Cuiabá, sendo esta última mais longe, e até Corumbá percorria-se 78 km em 12 horas de barco. Em 1947, o barco que fazia a ligação com Corumbá era o Fernando Vieira, uma velha canhoneira usada na Guerra do Paraguai adaptada para transportar passageiros. Três anos depois o jornal O Estado de S. Paulo fazia a seguinte descrição sobre Porto Esperança: "(...)nada mais do que um simples aglomerado de cabanas sobre estacas, não permitindo o terreno trabalhos de urbanização. Perderá essa cidade toda a sua atual significação quando se concluir, em 1950, o prolongamento da Noroeste do Brasil até Corumbá". Dois anos mais tarde, quando foi inaugurada a linha entre Carandazal e Corumbá, a situação estava inalterada. A partir de 1952, para acessar Porto Esperança era necessário pegar outro trem em uma linha de pouco mais de 4 km, a partir de Agente Inocêncio, no tronco. Em meados dos anos 80 o trem seguia existindo.
A possível reativação do Trem do Pantanal (entre Campo Grande e Corumbá) em 2005 pelo governo de MS e da Brasil Ferrovias fez com que o Jornal O Estado de S. Paulo publicasse uma reportagem na edição de 10 de outubro de 2004 sobre o futuro retorno do trem. Nele fala sobre a situação da estação e da vila de Porto Esperança na atualidade:
| “ | "Em Porto Esperança vivem 72 famílias. Só três delas têm casa de alvenaria. Em uma das outras, de madeira, moram Francisco Inácio, de 44 anos, mulher e cinco filhos. Francisco aluga barco para turista pescar. "Sobrevivo dos peixinhos do rio". O fim do trem esvaziou o lugar. "Muita gente foi embora". Restou o rio para ir à cidade grande, Corumbá. Subimos 8 km de barco para pegar o ônibus". Porto Esperança não tem um posto de saúde. Não tem padaria, faz-se pão em casa. Só uma escola primária e dois mercadinhos. A luz chegou em 2001. Agora, só falta o trem. Corumbá está a 78 km." Porém, os cargueiros ainda chegam lá atravessando a velha ponte de madeira, com minério de Corumbá. Este é embarcado em navios que descem até Porto Barranqueira, na Argentina, e de lá saem para o Japão. | ” |

### Albuquerque
A estação de Albuquerque foi inaugurado em 15 de dezembro de 1952, aberta entre as estações de Carandazal e Corumbá.
| “ | Uma amiga me disse que relembrou de quando viajava com seu pai de Maria-fumaça para São Paulo. Outro, disse que visitava seu pai, que trabalhava em Albuquerque e sempre ficava triste em não chegar a Corumbá. Seu maior sonho era fugir na hora do desembarque e parar em Corumbá, só assim conheceria o fim da linha do trem pantaneiro. | ” |

### Generoso Ponce
A estação de Generoso Ponce foi inaugurado em meados dos anos 1950 (sem data exata definida). Em 1953 não existe mensão sua nos guias, aparecendo como km 1298 em 1960. Seu nome surgiu entre 1966 e 1969 e em 1970 os guias mencionam seu nome. Também foi aberta entre as estações de Carandazal e Corumbá, localizando-se 6 km após a Carandazal. 

### Antônio Maria Coelho
A estação de Antônio Maria Coelho foi inaugurado em 15 de dezembro de 1952, também entre Carandazal e Corumbá.  Esta estação foi muito utilizada pela Mineração Corumbaense para transportar minério de ferro (vermelho) e manganês (negro). Em 2012 o prédio encontra-se em bom estado e o prédio ao lado é utilizado como alojamento pela ALL. O pátio é usado para carregamento de minérios e há também uma quantidade significativa de dormentes para usar no carregamento e manutenção da referida linha.

### Urucum
A estação de Urucum foi inaugurado em 15 de dezembro de 1952, também entre Carandazal e Corumbá. Esta estação foi muito utilizada pela Mineração Urucum para transportar minério de manganês.

### Posto do Km 1338
Sobre o Posto do km 1338 não há referências do ano de inauguração nos dados da NOB até 1959, sendo apenas citado um posto antes da estação urucum com o km 1326. No ano seguinte ele é citado como parada no Guia Levi.